# William E. Smith

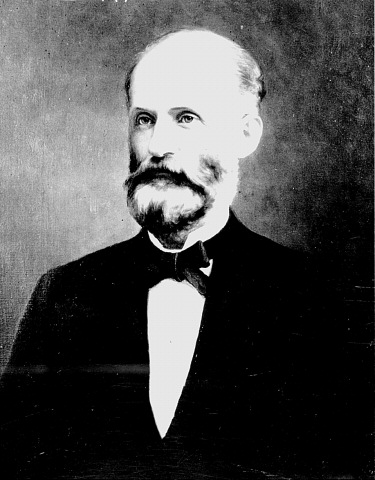
William E. Smith

William E. Smith, född 18 juni 1824 i Skottland, död 13 februari 1883 i Milwaukee, Wisconsin, var en skotsk-amerikansk politiker. Han var den 14:e guvernören i delstaten Wisconsin 1878-1882.
Smith invandrade 1835 till USA. Efter en tid i New York och Michigan flyttade han 1849 till Fox Lake, Wisconsin.
Smith var delstatens finansminister (Wisconsin State Treasurer) 1866-1870. Han var 1871 talman i Wisconsin State Assembly, underhuset i delstatens lagstiftande församling.
Som republikanernas kandidat vann Smith guvernörsvalet i Wisconsin 1877. Han omvaldes två år senare.
Smiths grav finns på Forest Home Cemetery i Milwaukee.